# ウラドの武者たちの酩酊
『ウラドの武者たちの酩酊』(アイルランド語: Mesca Ulad)はアイルランドの物語であり、アルスター物語群に分類される。

## 写本
二つの版の、それぞれ断章が現存する。古アイルランド語で書かれたAと呼ばれる版は『赤牛の書』に後半部分のみが、中期アイルランド語で書かれたBという版の初出は『レンスターの書』であり前半部分のみが所収される。
『レカンの黄書』や16世紀のスコットランドの写本にはこの二つの断章が一つに合わせて所収されている。

## あらすじ
アルスター王コンホヴァルは二人の里子フィンタンとクー・フーリンに、1年の間アルスターの単独支配権を自らに預けるよう説得する。（二人は王からアルスターのそれぞれ1/3を割譲されていた。）
1年が過ぎて、二人は同じ日にコンホヴァルを祝おうとした。コンホヴァルは夜の前半はフィンタンに、後半はクーフーリンに会うことを決める。
王たちは戦車に乗ってフィンタンの城からクーフーリンの城へと移動したが、深夜の闇の中道に迷う。
誤って彼らは敵対する王クー・ロイの城へとたどり着くが、彼は表向きはコンホヴァルらを客として歓待した。
クーロイは宴会のために木の板を張り付けた鉄の館へと彼らを招き入れ、彼らが館に入ると鎖でカギをかけ、館に火をつけた。
ところがクーフーリンの助けによってアルスターの人々は鎖を断つことに成功し、館を脱出してクー・ロイの城テウィル・ルアハラを破壊するのだった。